# Kościół św. Stanisława w Siedlcach
Kościół pw. św. Stanisława Biskupa Męczennika – zabytkowy kościół murowany w Siedlcach w dzielnicy Śródmieście na ul. Floriańskiej. Wybudowany w latach 1740–1749 w stylu barokowym oraz przebudowany w 1793 r. w stylu neoklasycyzmu. Przy kościele pierwotnie znajdowała się brama-dzwonnica, rozebrana przez Niemców w 1941 r. i nie odbudowana po wojnie.

## Układ kościoła
Budowla na planie prostokąta w typie bazylikowym, o dwukondygnacyjnej fasadzie poprzedzonej portykiem kolumnowym w stylu toskańskim, na którym opiera się balkon. Składa się z nawy głównej z wieńcem kaplic po bokach tworzących nawy boczne, prezbiterium, dwóch zakrystii, chóru i dwóch loży nad zakrystiami. W prezbiterium kościoła znajdują się obrazy czterech ewangelistów z kolekcji Ossolińskich, natomiast w ołtarzach bocznych umieszczono obrazy Szymona Czechowicza.
Ołtarz murowany według projektu Stanisława Zawadzkiego, ozdobiony sześcioma kolumnami okrągłymi. W szczycie ołtarza wyobrażenie Opatrzności Bożej w promieniach i w obłokach. W ołtarzu tym jest wnęka, w której umieszczony jest obraz Matki Boskiej z dzieciątkiem (Matki Boskiej Śnieżnej lub Salus Pupuli Romanus) przeniesiony z wcześniejszego (drewnianego) kościoła. Obraz zasłaniany jest przez Przedstawienie Trójcy św.

## Historia
Kościół wybudowany w latach 1740–1749, staraniem Kazimierza Czartoryskiego i Izabeli z Morsztynów według projektu Antoniego Solariego. Pracami na miejscu kierował murator warszawski Henryk Szultz. W 1750 r. ozdobiony został przez Antoniego Herliczkę, który namalował al fresco ołtarz główny i cztery ołtarze boczne w kaplicach według wzoru fresków z kościoła farnego w Węgrowie. Cztery lata później freski zastąpiono obrazami Szymona Czechowicza. Konsekrowany 14 października 1753 roku przez bpa Antoniego Ostrowskiego, sufragana krakowskiego.
W 1792 r. Aleksandra Ogińska zleciła przebudowę fasady kościoła przez architekta Stanisława Zawadzkiego. Przebudowany został w stylu neoklasycystycznym, dobudowany został balkon na czterech kolumnach toskańskich, wewnątrz nowy ołtarz, obudowa ambony, chrzcielnicy oraz chóru muzycznego i nad drzwiami napis „Soli Deo honor et gloria”.
28 października 1784 r. w kościele św. Stanisława odbył się ślub Marii, córki Izabeli Czartoryskiej, z księciem Ludwikiem Wirtemberskim.
W 2010 r. odbyły się prace remontowe kościoła św. Stanisława. W 2013 roku wykonano renowację posadzki. Na 2025 r. zaplanowano konserwację obrazu „Św. Stanisław Biskup” Szymona Czechowicza.

## Brama
W pobliżu kościoła przy ulicy Starowiejskiej znajdują się skrzydła boczne dawnej bramy-dzwonnicy, która pierwotnie miała kształt łuku triumfalnego o trzech arkadach i wysokości 22 m. Brama została wzniesiona na zlecenie Aleksandry Ogińskiej w latach 1773–1776, zapewne według projektu Szymona Bogumiła Zuga. Rada Miejska podczas I wojny światowej nadała dzwonnicy miano Bramy księżnej Ogińskiej.
Od 10 do 13 maja 1941 roku brama, która utrudniała przejazd pojazdów pancernych, została rozebrana przez Niemców. Na 2025 r. pozostały jedynie skrzydła boczne zawierające niewielkie pomieszczenia użytkowe.

## Galeria

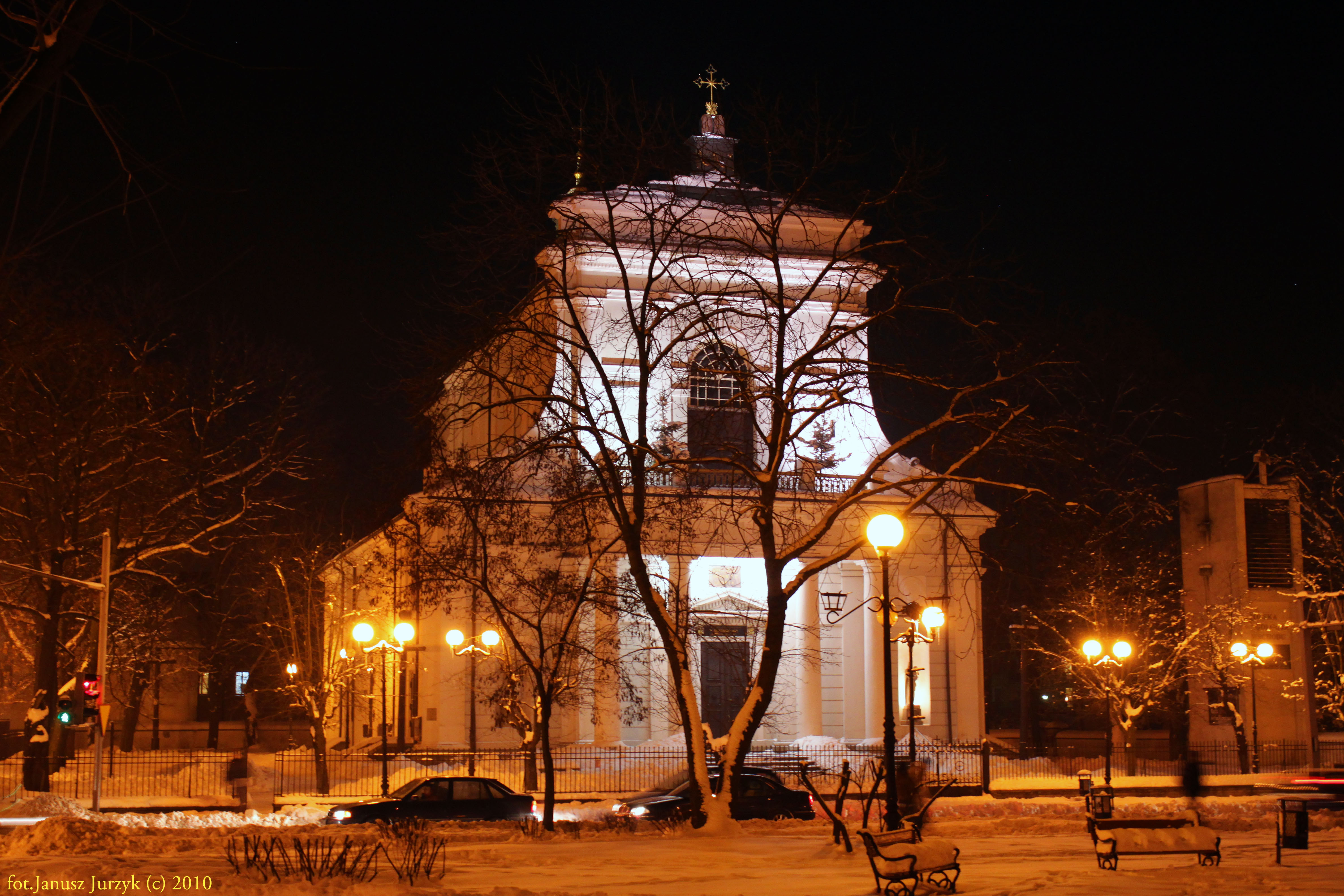
Widok na kościół nocą
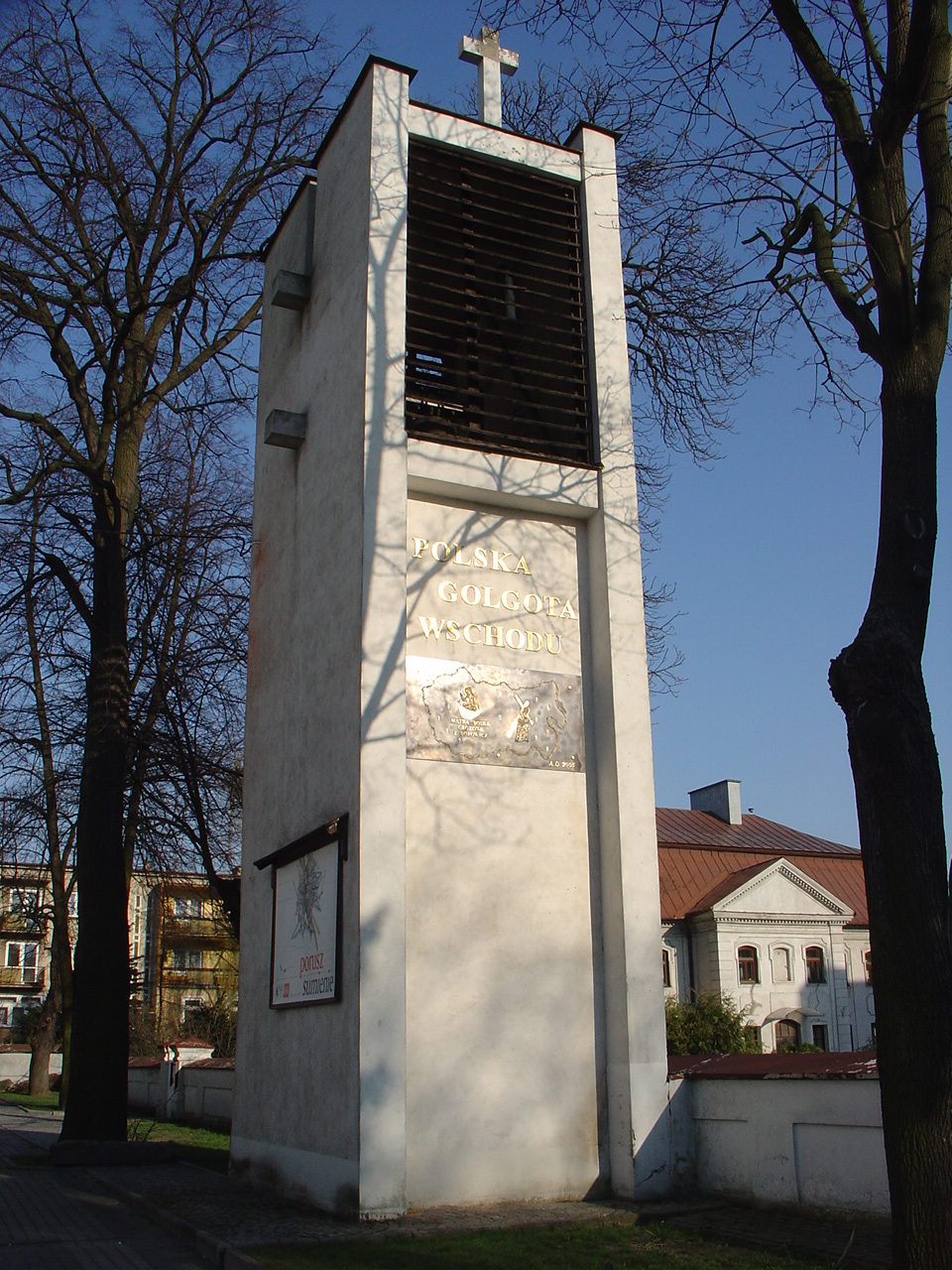
Aktualna dzwonnica kościoła
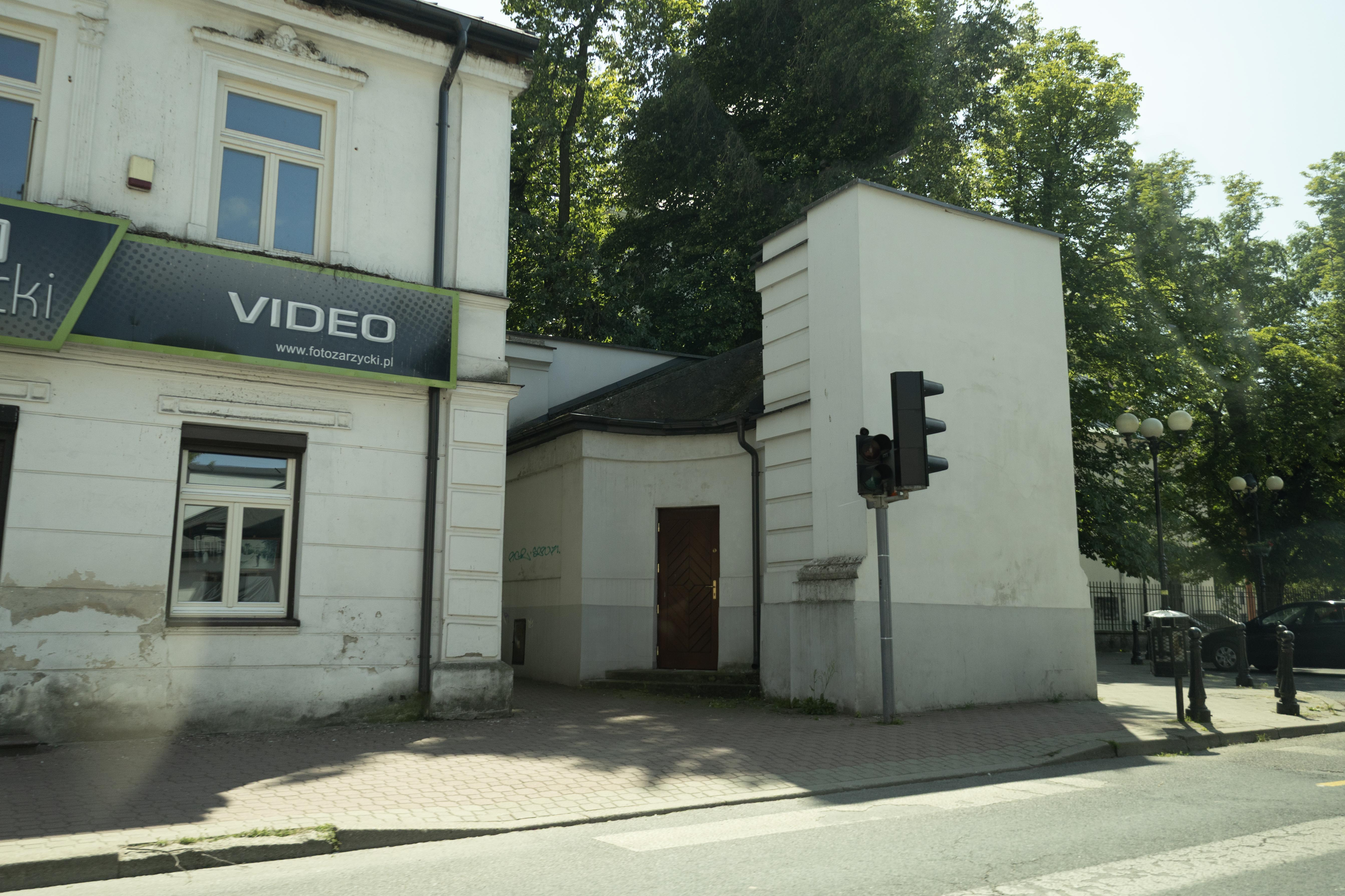
Współczesne pozostałości po bramie-dzwonnicy